# Миховил Томандл
Миховил Томандл (Брчко, 19. април 1894 — Панчево, 21. мај 1963) био је адвокат, новинар, публициста, историчар. У Панчеву је провео већи део свог живота и његова каријера везана је за овај град. Панчево је највише задужио на пољима архивистике и историографија. Писац је књиге Панчево за време Првог светског рата 1914–1918, и тако једини оставио писана сведочанства о Панчеву у овом периоду и о страдањима Срба Панчеваца.

## Биографија
Миховил Томандл рођен је 19. априла 1894. године у Брчком, као син Катарине Плетенац (рођена 1875. у Новом Саду) и Јосифа Томандла (рођен 1870). Основну школу завршио је у Босанској Градишки, а Гимназију у Земуну и Загребу. Завршио је Правни факултет у Бечу, 1913/14. а докторирао је у Загребу 1922. године. Студирао је и филозофију (историју и географију) на Универзитету у Београду, од 1919. до 1922. године. Поред адвокатуре, бавио се и културно-политичком историјом. Томандл је оставио једина писана сведочанства о Панчеву у Првом светском рату.
После Првог светског рата био је постављен за хонорарног наставника на Државној реалној Гимназији у Панчеву, а од 1. јуна 1919. радио је као судски бележник, затим као судија Окружног суда у Панчеву. Као адвокатски приправник радио је до 1925. након чега је положио адвокатски испит у Новом Саду. Био је члан Демократске странке, уредник листа Народна слога, секретар Француског клуба у Панчеву и Панчевачког српског црквеног певачког друштва, у коме је и певао. Томандлу је 1933. године уручен, у име Француске, орден Академске палме, коју је установио Наполеон, за доприносе на интелектуалном, научном и уметничком пољу.
Све до ослобођења Панчева 1944. радио је као адвокат, а од тада као Градски библиотекар. За време окупације прогањан је и затворен од стране Немаца, а после рата сведочио је пред Комисијом за утврђивање ратних злочина о страдању културних добара у Панчеву. Много је сарађивао у летопису Матице српске и Гласнику Историјског друштва у Новом Саду. Био је такође члан Историјког друштва у Новом Саду. Одржао је велики број јавних предавања од којих је сам нарочито истицао циклус о Дантеовој Божанственој комедији, Милтоновом Изгубљеном рају, о Гетеу и Французима, о Волтеру, Стендалу, Рабиндранту Тагори и друга. Говорио је немачки језик, а служио се и италијанским, мађарским и француским. Постао је управник Градске архиве у Панчеву, садашњег Историјског архива у Панчеву, а од 1955. до пензионисања био је архивски и научни сарадник. Историјски архив у Панчеву објавио је неколико његових дела.

## Дела
Његова библиографија броји 110 радова, од којих су најзначајнији:
- Монографија о др Светиславу Касапиновићу (1940)
- Живот и рад Константина Пеичића
- Панчево за време Првог светског рата 1914–1918
- Војвода Стеван Шупљикац као командант српских војних снага у Војводини 1848. године
- Статистичко - топографски опис војне комуне Панчево
- Споменица панчевачког српског црквеног певачког друштва од 1838. до 1938. године (1938)
- Две политичко - историјске студије (1941)
- Српско позориште у Војводини 1 и 2 (1953–1954)

Превео је дело Комунизам од др Едварда Паљиа (издао га 1920)
- Историја Панчева
- Панчево и Први српски устанак
- Уништење трију монографија у Панчеву после ослобођења 1918.
- Моји сусрети са Урошем Предићем
- Панчево у Револуцији 1848.

Грађа фонда Др Миховила Томандла обрађена је и сређена у Историјском архиву у Панчеву. Овај фонд припада категорији културног добра. Др Томандл није значајан само по својим делима, већ и по томе што је био уредник новина, директор архива, узоран грађанин, адвокат и научник. Његова дела су свакако драгоцена, а највише за историју Војводине и Панчева.

## Признања
У Панчеву је 2019. године једна улица понела назив по њему.

## Галерија
- Преписка између др Томандла и Вере Грамберг 1924–1925.